# Tổng lý Cộng hòa Dân chủ Nhân dân Triều Tiên
Tổng lý Nội các Cộng hòa Dân chủ Nhân dân Triều Tiên (tiếng Hàn: 조선민주주의인민공화국 내각총리 (Triều Tiên Dân chủ chủ nghĩa Nhân dân Cộng hòa quốc Nội các Tổng lý)/ Chosŏn Minjujuŭi Inmin Konghwaguk Naegak Chongri), gọi tắt là Tổng lý Nội các, hoặc thông dụng là Thủ tướng Bắc Triều Tiên (tiếng Anh: Premier of North Korea) trong các tài liệu nước ngoài, là người đứng đầu chính phủ của Cộng hòa Dân chủ Nhân dân Triều Tiên và là người đứng đầu Nội các Cộng hòa Dân chủ Nhân dân Triều Tiên.
Tổng lý do Hội đồng Nhân dân Tối cao bầu ra. Tổng lý đề nghị Hội đồng Nhân dân Tối cao bầu các thành viên khác của Nội các. Tổng lý tổ chức, lãnh đạo công tác của Nội các và thay mặt Chính phủ Cộng hòa Dân chủ Nhân dân Triều Tiên. Tổng lý đương nhiệm là Pak Thae-song, nhậm chức vào ngày 29 tháng 12 năm 2024.

## Lịch sử
Chức vụ tổng lý Nội các được thành lập theo Hiến pháp Cộng hòa Dân chủ Nhân dân Triều Tiên năm 1948, là chức danh cao nhất của Triều Tiên. Kim Nhật Thành là tổng lý đầu tiên và giữ chức vụ trong 24 năm cho đến năm 1972, trong khi chủ tịch Ủy ban thường vụ Hội đồng Nhân dân Tối cao thực hiện vai trò của nguyên thủ quốc gia.
Hiến pháp năm 1972 thành lập chức vụ chủ tịch nước như là chức danh cao nhất của Nhà nước dành cho Kim Nhật Thành, ông nhậm chức chủ tịch nước ngay sau khi Hiến pháp được ban hành. Theo hiến pháp mới, tổng lý là người đứng đầu Chính vụ viện, được gọi chính thức là tổng lý Chính vụ viện (정무원 총리) nhưng phần lớn quyền hành pháp được chuyển giao cho Ủy ban Nhân dân Trung ương, cơ quan hành chính cao nhất do chủ tịch nước đứng đầu. Kim Il kế nhiệm Kim Nhật Thành làm tổng lý Chính vụ viện đầu tiên.
Sau khi Kim Nhật Thành qua đời, chức vụ chủ tịch nước bị bỏ trống trong thời gian Kim Jong-il lên kế hoạch cải tổ bộ máy nhà nước. Năm 1998, Hội đồng Nhân dân Tối cao thông qua sửa đổi hiến pháp bãi bỏ chức vụ chủ tịch nước, Ủy ban Nhân dân Trung ương và Chính vụ viện, đồng thời tái lập Nội các.

## Nhiệm vụ và quyền hạn
Tổng lý do Hội đồng Nhân dân Tối cao bầu, bãi nhiệm. Tổng lý đề nghị Hội đồng Nhân dân Tối cao bầu những thành viên khác của Nội các, bao gồm phó tổng lý, chủ tịch nội các, bộ trưởng và những thành viên khác. Tổng lý, phó tổng lý và các bộ trưởng tuyên thệ nhậm chức trước Hội đồng Nhân dân Tối cao.
Tổng lý là người đứng đầu Chính phủ Cộng hòa Dân chủ Nhân dân Triều Tiên. Tổng lý tổ chức, giám sát hoạt động của Nội các và triệu tập, chủ trì các phiên họp của Nội các. Trên thực tế, tổng lý không có quyền hoạch định chính sách vì Ủy ban Trung ương Đảng Lao động Triều Tiên quyết định các chính sách của Nhà nước, Nội các chỉ có vai trò thực hiện chính sách.
Tổng lý là một trong ba chức danh hành chính của Triều Tiên, cùng với chủ tịch Ủy ban thường vụ Hội đồng Nhân dân Tối cao và chủ tịch Ủy ban Quốc vụ. Chủ tịch Ủy ban Quốc vụ, Chủ tịch Ủy ban thường vụ Hội đồng Nhân dân Tối cao và Tổng lý cùng thực hiện quyền hạn tương đương với quyền hạn của tổng thống trong tổng thống chế: chủ tịch Ủy ban thường vụ Hội đồng Nhân dân Tối cao phụ trách đối ngoại, tổng lý phụ trách đối nội, chủ tịch Ủy ban Quốc vụ (trước năm 2016 là chủ tịch Ủy ban Quốc phòng) thống lĩnh lực lượng vũ trang. Tuy nhiên, hiến pháp quy định chủ tịch Ủy ban Quốc vụ là "chức danh cao nhất của Nhà nước" và là lãnh đạo tối cao của Triều Tiên.
Tổng lý là chức danh thấp nhất trong ba chức danh: trong khi Kim Jong-il giữ chức chủ tịch Ủy ban Quốc phòng từ năm 1993 đến năm 2011 và Kim Yong-nam giữ chức chủ tịch Đoàn chủ tịch Hội đồng Nhân dân Tối cao từ năm 1998 đến năm 2019, thì đã có sáu tổng lý kể từ khi Kim Nhật Thành qua đời. Kim Tok-hun, tổng lý đương nhiệm, được cho là đứng thứ hai, trong khi Choe Ryong-hae, chủ tịch Ủy ban thường vụ Hội đồng Nhân dân Tối cao, hiện đang đứng thứ ba.

## Danh sách thủ tướng Triều Tiên
| Số                                | Hình                                   | Họ tên (Năm sinh–Năm mất)                      | Nhiệm kỳ                  | Nhiệm kỳ                  | Nhiệm kỳ                  | Đảng                      | Đảng                                            | Nguyên thủ quốc gia        | Hội đồng Nhân dân Tối cao |
| Số                                | Hình                                   | Họ tên (Năm sinh–Năm mất)                      | Nhậm chức                 | Mãn nhiệm                 | Thời gian đương nhiệm     | Đảng                      | Đảng                                            | Nguyên thủ quốc gia        | Hội đồng Nhân dân Tối cao |
| Tổng lý Nội các 내각 수상         | Tổng lý Nội các 내각 수상              | Tổng lý Nội các 내각 수상                      | Tổng lý Nội các 내각 수상 | Tổng lý Nội các 내각 수상 | Tổng lý Nội các 내각 수상 | Tổng lý Nội các 내각 수상 | Tổng lý Nội các 내각 수상                       | Tổng lý Nội các 내각 수상  | Tổng lý Nội các 내각 수상 |
| --------------------------------- | -------------------------------------- | ---------------------------------------------- | ------------------------- | ------------------------- | ------------------------- | ------------------------- | ----------------------------------------------- | -------------------------- | ------------------------- |
| 1                                 |                                        | Kim Nhật Thành 김일성 (1912–1994)              | 9 tháng 9 1948            | 28 tháng 12 1972          | 24 năm, 110 ngày          |                           | Đảng Lao động Bắc Triều Tiên (cho đến năm 1949) | Kim Tu Bong (1948–1957)    | Khóa I                    |
| 1                                 | Đảng Lao động Triều Tiên (từ năm 1949) | Kim Nhật Thành 김일성 (1912–1994)              | 9 tháng 9 1948            | 28 tháng 12 1972          | 24 năm, 110 ngày          |                           |                                                 | Kim Tu Bong (1948–1957)    | Khóa I                    |
| 1                                 | Choe Yong-gon (1957–1972)              | Kim Nhật Thành 김일성 (1912–1994)              | 9 tháng 9 1948            | 28 tháng 12 1972          | 24 năm, 110 ngày          | Khóa II                   |                                                 |                            |                           |
| 1                                 | Choe Yong-gon (1957–1972)              | Kim Nhật Thành 김일성 (1912–1994)              | 9 tháng 9 1948            | 28 tháng 12 1972          | 24 năm, 110 ngày          | Khóa III                  |                                                 |                            |                           |
| 1                                 | Choe Yong-gon (1957–1972)              | Kim Nhật Thành 김일성 (1912–1994)              | 9 tháng 9 1948            | 28 tháng 12 1972          | 24 năm, 110 ngày          | Khóa IV                   |                                                 |                            |                           |
| Tổng lý Chính vụ viện 정무원 총리 |                                        |                                                |                           |                           |                           |                           |                                                 |                            |                           |
| 2                                 |                                        | Kim Il 김일 (1910–1984)                        | 28 tháng 12 1972          | 30 tháng 4 1976           | 3 năm, 124 ngày           |                           | Đảng Lao động Triều Tiên                        | Kim Nhật Thành (1972–1994) | Khóa V                    |
| 3                                 |                                        | Pak Sŏngch'ŏl 박성철 (1913–2008)               | 30 tháng 4 1976           | 15 tháng 12 1977          | 1 năm, 229 ngày           |                           | Đảng Lao động Triều Tiên                        | Kim Nhật Thành (1972–1994) | Khóa V                    |
| 4                                 |                                        | Ri Jong-ok 리종옥 (1916–1999)                  | 15 tháng 12 1977          | 25 tháng 1 1984           | 6 năm, 41 ngày            |                           | Đảng Lao động Triều Tiên                        | Kim Nhật Thành (1972–1994) | Khóa VI                   |
| 4                                 | Khóa VII                               | Ri Jong-ok 리종옥 (1916–1999)                  | 15 tháng 12 1977          | 25 tháng 1 1984           | 6 năm, 41 ngày            |                           | Đảng Lao động Triều Tiên                        | Kim Nhật Thành (1972–1994) |                           |
| 5                                 |                                        | Kang Sŏngsan 강성산 (1931–2007)                | 25 tháng 1 1984           | 29 tháng 12 1986          | 2 năm, 338 ngày           |                           | Đảng Lao động Triều Tiên                        | Kim Nhật Thành (1972–1994) |                           |
| 6                                 |                                        | Ri Kŭnmo 리근모 (1926–2001)                    | 29 tháng 12 1986          | 12 tháng 12 1988          | 1 năm, 349 ngày           |                           | Đảng Lao động Triều Tiên                        | Kim Nhật Thành (1972–1994) | Khóa VIII                 |
| 7                                 |                                        | Yon Hyong-muk 연형묵 (1931–2005)               | 12 tháng 12 1988          | 11 tháng 12 1992          | 3 năm, 365 ngày           |                           | Đảng Lao động Triều Tiên                        | Kim Nhật Thành (1972–1994) | Khóa VIII                 |
| 7                                 | Khóa IX                                | Yon Hyong-muk 연형묵 (1931–2005)               | 12 tháng 12 1988          | 11 tháng 12 1992          | 3 năm, 365 ngày           |                           | Đảng Lao động Triều Tiên                        | Kim Nhật Thành (1972–1994) |                           |
| (5)                               |                                        | Kang Sŏngsan 강성산 (1931–2007)                | 11 tháng 12 1992          | 21 tháng 2 1997           | 4 năm, 72 ngày            |                           | Đảng Lao động Triều Tiên                        | Kim Nhật Thành (1972–1994) |                           |
| (5)                               | Khuyết (1994–1998)                     | Kang Sŏngsan 강성산 (1931–2007)                | 11 tháng 12 1992          | 21 tháng 2 1997           | 4 năm, 72 ngày            |                           | Đảng Lao động Triều Tiên                        |                            |                           |
| –                                 |                                        | Hong Song-nam 홍성남 (1929–2009) Quyền Tổng lý | 21 tháng 2 1997           | 5 tháng 9 1998            | 1 năm, 196 ngày           |                           | Đảng Lao động Triều Tiên                        |                            |                           |
| Tổng lý Nội các 내각총리          |                                        |                                                |                           |                           |                           |                           |                                                 |                            |                           |
| 8                                 |                                        | Hong Song-nam 홍성남 (1929–2009)               | 5 tháng 9 1998            | 3 tháng 9 2003            | 4 năm, 363 ngày           |                           | Đảng Lao động Triều Tiên                        | Kim Yong-nam (1998–2019)   | Khóa X                    |
| 9                                 |                                        | Pak Pong-ju 박봉주 (sinh năm 1939)             | 3 tháng 9 2003            | 11 tháng 4 2007           | 3 năm, 220 ngày           |                           | Đảng Lao động Triều Tiên                        | Kim Yong-nam (1998–2019)   | Khóa XI                   |
| 10                                |                                        | Kim Yong-il 김영일 (sinh năm 1944)             | 11 tháng 4 2007           | 7 tháng 6 2010            | 3 năm, 57 ngày            |                           | Đảng Lao động Triều Tiên                        | Kim Yong-nam (1998–2019)   | Khóa XI                   |
| 10                                | Khóa XII                               | Kim Yong-il 김영일 (sinh năm 1944)             | 11 tháng 4 2007           | 7 tháng 6 2010            | 3 năm, 57 ngày            |                           | Đảng Lao động Triều Tiên                        | Kim Yong-nam (1998–2019)   |                           |
| 11                                |                                        | Choe Yŏngrim 최영림 (sinh năm 1930)            | 7 tháng 6 2010            | 1 tháng 4 2013            | 2 năm, 298 ngày           |                           | Đảng Lao động Triều Tiên                        | Kim Yong-nam (1998–2019)   |                           |
| (9)                               |                                        | Pak Pong-ju 박봉주 (sinh năm 1939)             | 1 tháng 4 2013            | 11 tháng 4 2019           | 6 năm, 10 ngày            |                           | Đảng Lao động Triều Tiên                        | Kim Yong-nam (1998–2019)   |                           |
| (9)                               | Khóa XIII                              | Pak Pong-ju 박봉주 (sinh năm 1939)             | 1 tháng 4 2013            | 11 tháng 4 2019           | 6 năm, 10 ngày            |                           | Đảng Lao động Triều Tiên                        | Kim Yong-nam (1998–2019)   |                           |
| 12                                |                                        | Kim Jae-ryong 김재룡 (sinh năm 1959)           | 11 tháng 4 2019           | 13 tháng 8 2020           | 1 năm, 124 ngày           |                           | Đảng Lao động Triều Tiên                        | Kim Jong-un (từ năm 2019)  | Khóa XIV                  |
| 13                                |                                        | Kim Tok-hun 김덕훈 (sinh năm 1961)             | 13 tháng 8 2020           | 29 tháng 12 2024          | 4 năm, 138 ngày           |                           | Đảng Lao động Triều Tiên                        | Kim Jong-un (từ năm 2019)  | Khóa XIV                  |
| 14                                |                                        | Pak Thae-song 박태성 (sinh năm 1955)           | 29 tháng 12 2024          | Đương nhiệm               | 85 ngày                   |                           | Đảng Lao động Triều Tiên                        | Kim Jong-un (từ năm 2019)  | Khóa XIV                  |